# 海伦·格洛弗
海伦·格洛弗，OBE（英語：Helen Glover，1986年6月17日—），英国女子赛艇运动员。她曾代表英国参加2012年、2016年和2020年夏季奥林匹克运动会赛艇比赛，获得二枚金牌，均来自女子双人单桨无舵手项目。